# Willie Evans (calciatore 1939)
Willie Evans (21 novembre 1939 – 2014 circa) è stato un calciatore ghanese, di ruolo difensore.

## Carriera

### Club
In patria giocò tra le altre nel Real Republicans, con cui vinse la Ghanaian FA Cup 1965, e nell'Hearts of Oak. Nel 1967 si trasferisce negli Stati Uniti d'America per giocare nell'Atlanta Chiefs. Con gli Chiefs ottenne il quarto posto della Western Division della NPSL, non riuscendo così a qualificarsi per la finale della competizione, poi vinta dagli Oakland Clippers. Con il sodalizio di Atlanta vinse la NASL 1968.
Nel 1968 passa ai Washington Darts, militanti nella American Soccer League. Con il club capitolino vinse l'edizione 1969 del torneo, prima che la società passasse a disputare la North American Soccer League. Con i Darts raggiunse la finale, persa poi contro i Rochester Lancers, della NASL 1970. Evans giocò entrambe le partite di finale da titolare.
Quando la franchigia si trasferì a Miami, divenendo i Miami Gatos, Evans seguì il suo nuovo in Florida. Con il suo nuovo club, nei due anni di militanza, non superò mai la fase a gironi

### Nazionale
Con la nazionale ghanese di calcio ha vinto la Coppa delle nazioni africane 1965, giocando tutti tre gli incontri disputati dalle Black Stars.

## Statistiche

### Cronologia presenze e reti in nazionale[6]
| Cronologia completa delle presenze e delle reti in nazionale ― Ghana | Cronologia completa delle presenze e delle reti in nazionale ― Ghana | Cronologia completa delle presenze e delle reti in nazionale ― Ghana | Cronologia completa delle presenze e delle reti in nazionale ― Ghana | Cronologia completa delle presenze e delle reti in nazionale ― Ghana | Cronologia completa delle presenze e delle reti in nazionale ― Ghana | Cronologia completa delle presenze e delle reti in nazionale ― Ghana | Cronologia completa delle presenze e delle reti in nazionale ― Ghana |
| Data                                                                 | Città                                                                | In casa                                                              | Risultato                                                            | Ospiti                                                               | Competizione                                                         | Reti                                                                 | Note                                                                 |
| -------------------------------------------------------------------- | -------------------------------------------------------------------- | -------------------------------------------------------------------- | -------------------------------------------------------------------- | -------------------------------------------------------------------- | -------------------------------------------------------------------- | -------------------------------------------------------------------- | -------------------------------------------------------------------- |
| 12-11-1965                                                           | Susa                                                                 | Ghana                                                                | 5 – 2                                                                | Congo-Léopoldville                                                   | Coppa Africa 1965 - 1º Turno                                         | -                                                                    |                                                                      |
| 19-11-1965                                                           | Biserta                                                              | Ghana                                                                | 4 – 1                                                                | Costa d'Avorio                                                       | Coppa Africa 1965 - 1º Turno                                         | -                                                                    |                                                                      |
| 21-11-1965                                                           | Tunisi                                                               | Ghana                                                                | 3 – 2                                                                | Tunisia                                                              | Coppa Africa 1965 - Finale                                           | -                                                                    |                                                                      |
| Totale                                                               |                                                                      | Presenze                                                             | 3+                                                                   |                                                                      | Reti                                                                 | ?                                                                    |                                                                      |

## Palmarès

### Club
- Ghanaian FA Cup: 1

Real Republicans: 1965
- Campionato NASL: 1

Atlanta Chiefs: 1968
- American Soccer League: 1

Washington Darts: 1969

### Nazionale
- Coppa d'Africa: 1

Tunisia 1965